# ابن القناع (فلم)
ابن القناع فيلم كوميدي أمريكي إنتاج 2005 الفيلم من إخراج لورانس غوترمان وبطولة جيمي كينيدي بطل الفيلم اسمه تيم أفيري، وهو رسام الكاريكاتير تطمح من هامش المدينة الذي كان مجرد أول طفل للقناع الفيلم هو قائم بتكملة فيلم القناع الذي من بطولة جيم كاري الذي انتج سنه 1994 تلقى الفيلم ملاحظات سلبية للغاية وحصل على جائزة التوتة السوداء لاسوأ فيلم كوميدي وطبعة جديدة من فيلم القناع الناجح الذي من بطولة جيم كاري ورشح كذلك لجائزة التوتة السوداء لاسواء صورة ولكنه خسرها امام فيلم dirty love

## وصلات خارجية
- مقالات تستعمل روابط فنية بلا صلة مع ويكي بيانات